# Henry Fairfield Osborn, Jr
Henry Fairfield Osborn, Jr (Princeton, New Jersey, 15 de janeiro de 1887 — New York, 16 de setembro de 1969) foi um naturalista e conservacionista norte-americano.
Era filho do geólogo Henry Fairfield Osborn (1857-1935) e sobrinho do conservacionista Fredrick Osborn. Osborn Jr foi durante muito tempo presidente da organização não governamental ( ONG) Wildlife Conservation Society (WCS).

## Obras
- "Our Plundered Planet" (Faber and Faber, Londres, 1948)